# Skonto FC
Skonto FC – nieistniejący łotewski klub piłkarski z siedzibą w Rydze, założony 15 grudnia 1991, a zlikwidowany 1 grudnia 2016.

## Historia
Chronologia nazw:
- 1991: Forums-Skonto
- 1992–2016: Skonto FC

Klub został utworzony 15 grudnia 1991 jako Forums-Skonto. W 1992 r. zmienił nazwę na Skonto FC. Szybko stał się hegemonem łotewskich rozgrywek ligowych, zdobywał mistrzostwo kraju przez 14 sezonów z rzędu, od założenia ligi w 1991 r. do 2004 r. Był ponadto dostarczycielem wielu kluczowych piłkarzy do reprezentacji Łotwy. W 2005 r. po raz pierwszy stracił mistrzostwo na rzecz Liepājas Metalurgs. W 2010 r. zdobył 15. i zarazem ostatnie w historii krajowe mistrzostwo.
W latach 2002–2003 zawodnikiem Skonto był polski obrońca Krzysztof Łągiewka, zdobył on z klubem 2 razy mistrzostwo i jeden raz Puchar Łotwy. Był to pierwszy w historii Polak grający w najwyższej klasie rozgrywek piłkarskich na Łotwie. W 2009 roku klub podpisał z Lechią Gdańsk umowę o współpracy, dzięki czemu do gdańskiego klubu trafiło trzech Łotyszy: Sergejs Kožans, Ivans Lukjanovs i Oļegs Laizāns.
W 2014 r. zaczęły się problemy finansowe klubu, kiedy to wycofało się kilku kluczowych sponsorów, i od tego momentu miał on problemy z uregulowaniem płatności zarówno wobec ówczesnych i byłych piłkarzy, jak i wobec urzędu skarbowego. 1 grudnia 2016 sąd ogłosił upadłość klubu. Obecnie w ramach struktur niegdysiejszego klubu funkcjonuje jedynie akademia piłkarska.

## Osiągnięcia
- Mistrz Łotwy (15): 1991, 1992, 1993, 1994, 1995, 1996, 1997, 1998, 1999, 2000, 2001, 2002, 2003, 2004, 2010,
- Puchar Łotwy (8): 1992, 1995, 1997, 1998, 2000, 2001, 2002, 2012
- Finalista Pucharu Łotwy (6): 1991, 1996, 1999, 2003, 2004, 2006
- Mistrz Mistrz Łotewskiej SRR (1): 1991

## Reprezentanci krajów w barwach klubu
- Vitālijs Astafjevs
- Edgaras Jankauskas
- Aleksandrs Koļinko
- Audrius Kšanavičius
- Marians Pahars
- Andrejs Rubins
- Igors Stepanovs
- Andrejs Štolcers
- Māris Verpakovskis
- Aleksejs Višņakovs
- Mihails Zemļinskis

## Europejskie puchary

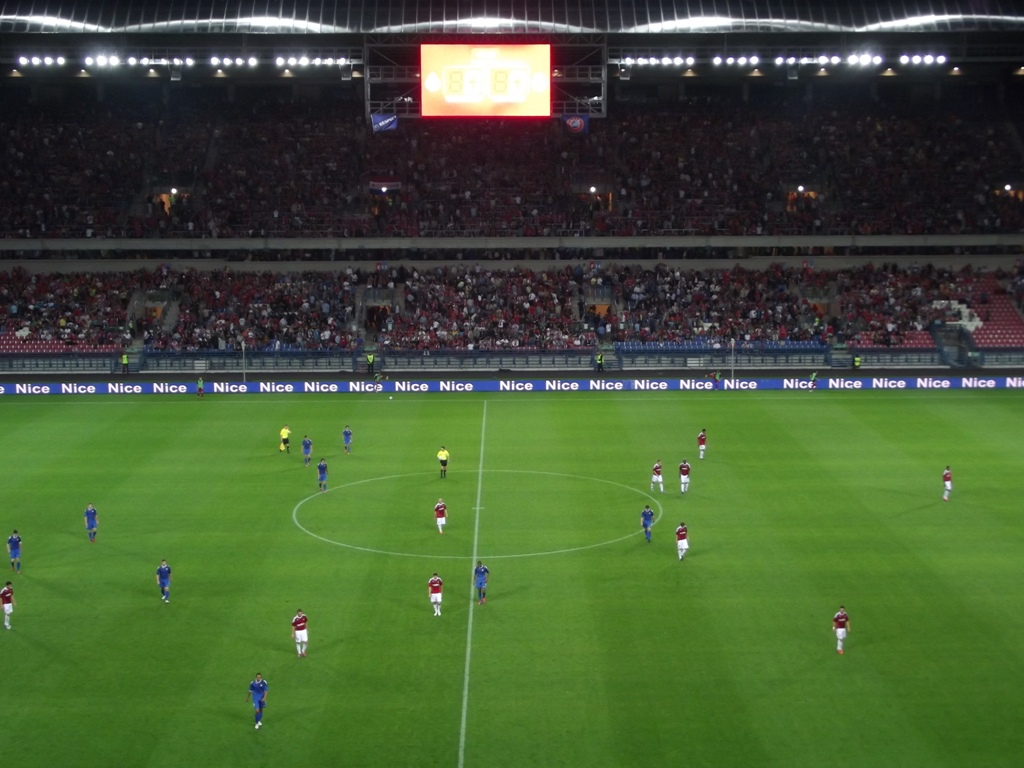
Wisła Kraków v Skonto FC 2:0 (0:0), 19.07.2011

Legenda do wszystkich tabel:
- Q – runda eliminacyjna, 1/16, 1/8, 1/4, 1/2 – odpowiednia faza rozgrywek, Grupa – runda grupowa, 1r gr – pierwsza runda grupowa, 2r gr – druga runda grupowa, F – finał, R – runda, PO – play-off
- k. – rzuty karne, los. – losowanie, Dogr. – dogrywka, w. – zasada bramek strzelonych na wyjeździe

| Sezon     | Rozgrywki     | Runda | Rywal                  | Dom | Wyjazd | Ogółem        |
| --------- | ------------- | ----- | ---------------------- | --- | ------ | ------------- |
| 1992/93   | Liga Mistrzów | Q     | KÍ Klaksvík            | 3–0 | 3–1    | 6–1           |
| 1992/93   | Liga Mistrzów | 1R    | Lech Poznań            | 0–0 | 0–2    | 0–2           |
| 1993/94   | Liga Mistrzów | Q     | Olimpija Lublana       | 0–1 | 1–0    | 1–1, k: 11–10 |
| 1993/94   | Liga Mistrzów | 1R    | Spartak Moskwa         | 0–5 | 0–4    | 0–9           |
| 1994/95   | Puchar UEFA   | Q     | Aberdeen               | 0–0 | 1–1    | 1–1, w.       |
| 1994/95   | Puchar UEFA   | 1R    | SSC Napoli             | 0–1 | 0–2    | 0–3           |
| 1995/96   | Puchar UEFA   | Q     | Maribor                | 0–2 | 1–0    | 1–2           |
| 1996/97   | Puchar UEFA   | Q     | Newtown                | 3–0 | 4–1    | 7–1           |
| 1996/97   | Puchar UEFA   | Q     | Malmö FF               | 1–1 | 0–3    | 1–4           |
| 1997/98   | Liga Mistrzów | 1Q    | Valletta               | 2–0 | 0–1    | 2–1           |
| 1997/98   | Liga Mistrzów | 2Q    | FC Barcelona           | 0–1 | 2–3    | 2–4           |
| 1997/98   | Puchar UEFA   | 1R    | Real Valladolid        | 1–0 | 0–2    | 1–2           |
| 1998/99   | Liga Mistrzów | 1Q    | Dynama Mińsk           | 0–0 | 2–1    | 2–1           |
| 1998/99   | Liga Mistrzów | 2Q    | Inter Mediolan         | 1–3 | 0–4    | 1–7           |
| 1998/99   | Puchar UEFA   | 1R    | Dinamo Moskwa          | 2–3 | 2–2    | 4–5           |
| 1999/2000 | Liga Mistrzów | 1Q    | Jeunesse Esch          | 8–0 | 2–0    | 10–0          |
| 1999/2000 | Liga Mistrzów | 2Q    | Rapid Bukareszt        | 2–1 | 3–3    | 5–4           |
| 1999/2000 | Liga Mistrzów | 3Q    | Chelsea                | 0–0 | 0–3    | 0–3           |
| 1999/2000 | Puchar UEFA   | 1R    | Widzew Łódź            | 1–0 | 0–2    | 1–2           |
| 2000/01   | Liga Mistrzów | 1Q    | FK Şəmkir              | 2–1 | 1–4    | 3–5           |
| 2001/02   | Liga Mistrzów | 1Q    | F91 Dudelange          | 0–1 | 6–1    | 6–2           |
| 2001/02   | Liga Mistrzów | 2Q    | Wisła Kraków           | 0–1 | 1–2    | 1–3           |
| 2002/03   | Liga Mistrzów | 1Q    | Barry Town             | 5–0 | 1–0    | 6–0           |
| 2002/03   | Liga Mistrzów | 2Q    | Lewski Sofia           | 0–0 | 0–2    | 0–2           |
| 2003/04   | Liga Mistrzów | 1Q    | Sliema Wanderers       | 3–1 | 0–2    | 3–3, w.       |
| 2004/05   | Liga Mistrzów | 1Q    | Rhyl                   | 4–0 | 3–1    | 7–1           |
| 2004/05   | Liga Mistrzów | 2Q    | Trabzonspor            | 0–3 | 1–1    | 1–4           |
| 2005/06   | Liga Mistrzów | 1Q    | FK Rabotniczki Skopje  | 1–0 | 0–6    | 1–6           |
| 2006/07   | Puchar UEFA   | 1Q    | Jeunesse Esch          | 3–0 | 2–0    | 5–0           |
| 2006/07   | Puchar UEFA   | 2Q    | Molde                  | 1–2 | 0–0    | 1–2           |
| 2007/08   | Puchar UEFA   | 1Q    | Dynama Mińsk           | 0–2 | 1–1    | 1–3           |
| 2009/10   | Liga Europy   | 2Q    | Derry City             | 1–1 | 0–1    | 1–2           |
| 2010/11   | Liga Europy   | 1Q    | Portadown              | 0–1 | 1–1    | 1–2           |
| 2011/12   | Liga Mistrzów | 2Q    | Wisła Kraków           | 0–1 | 0–2    | 0–3           |
| 2012/13   | Liga Europy   | 2Q    | Hajduk Split           | 1–0 | 0–2    | 1–2           |
| 2013/14   | Liga Europy   | 1Q    | Tiraspol               | 0–1 | 1–0    | 1–1, k: 4–2   |
| 2013/14   | Liga Europy   | 2Q    | Slovan Liberec         | 2–1 | 0–1    | 2–2, w.       |
| 2015/16   | Liga Europy   | 1Q    | St. Patrick's Athletic | 2–1 | 2–0    | 4–1           |
| 2015/16   | Liga Europy   | 2Q    | Debrecen               | 2–2 | 2–9    | 4–11          |